# Hans Kloss (Maler)

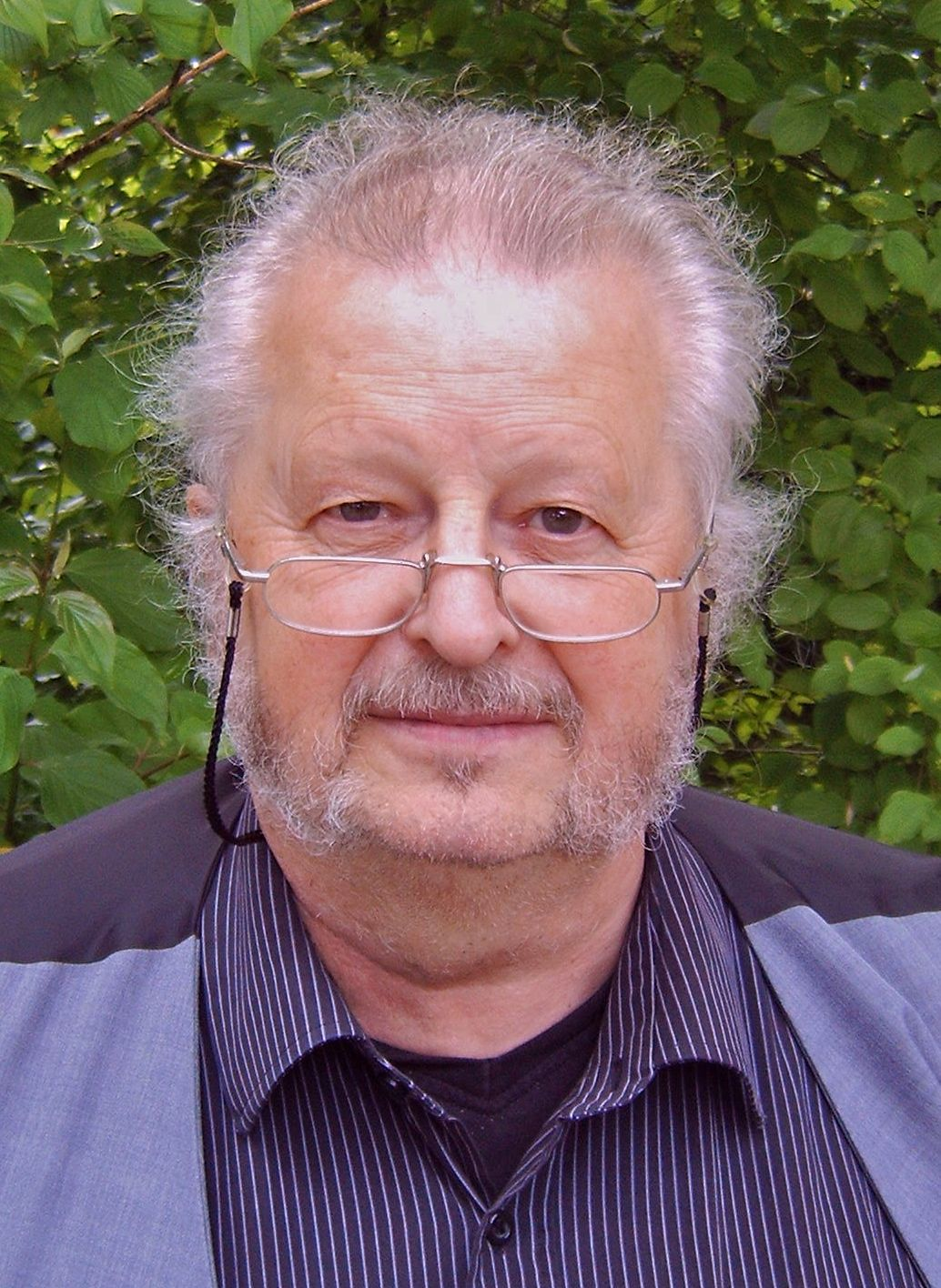
Hans Kloss (2009)

Hans Kloss (* 12. Juli 1938 in Ohlau, Schlesien; † 12. September 2018) war ein deutscher Maler und Grafiker.

## Leben
Nach seiner Flucht 1953 nach Schwäbisch Gmünd (Baden-Württemberg) absolvierte er dort eine Ausbildung zum Keramikmaler und studierte anschließend an der Fachschule für Gestaltung. Danach war er als Maler und Galerist in Schwäbisch Gmünd tätig und war Vorsitzender des Gmünder Kunstvereins. 1969 zog er in die Nachbarstadt Lorch um. Seine frühere Ehefrau Maria Kloss ist ebenfalls Malerin.
Kloss war seit Ende der 1970er Jahre im Lorcher Gemeinderat Mitglied der SPD-Fraktion und zuletzt Mitglied des Verwaltungs- und Finanzausschusses. Kloss trat im Oktober 2009 als Gemeinderat zurück, nach eigener Auskunft aus Enttäuschung.
Kloss war auch als Grafiker tätig. So zeichnete er von 1968 bis 1983 Woche für Woche acht Seiten Comics mit den Schlümpfen und gestaltete 1985 Sonderbriefmarken für Paraguay. Neben vielen anderen Grafiken entwarf er für die Uhrenfabrik Bifora anlässlich der Olympischen Sommerspiele 1992 in Barcelona Werbeplakate im Stil des Grafikdesigners Heinz Edelmann.
Hans Kloss starb im Alter von achtzig Jahren. Sein Grab befindet sich auf dem Leonhardsfriedhof in Schwäbisch Gmünd im Grabfeld C.

## Werke
Kloss’ bekanntestes Kunstwerk ist das 2002 fertiggestellte Staufer-Rundbild, ein 30 Meter langes und 4,5 Meter hohes Panoramabild im Kloster Lorch, das die Geschichte des deutschen und europäischen Herrschergeschlechts der Staufer im 12. und 13. Jahrhundert erzählt.
2004 wurde sein monumentaler Ratgeb-Altar in Schwäbisch Gmünd vorgestellt, den die Sammlung Würth kaufte.
2007 schuf er das Konrad-Adenauer-Denkmal in Cadenabbia (2007).
Seit Sommer 2012 arbeitete Kloss an seinem zweiten Rundbild, dem 47 Quadratmeter großen Staufersaga-Panorama, das er im Oktober 2015 vollendete. Es ist seit 2016 im Panoramamuseum Schwäbisch Gmünd zu sehen. In dem Museum befinden sich:
- Staufersaga-Panorama mit einem Umfang von siebzehn Metern und einer Fläche von 47 Quadratmetern, das Kloss 2015 fertigstellte.
- Schwäbisch Gmünder Epos mit fünfzehn großformatigen Bildern, die Kloss anlässlich des 850. Stadtjubiläums im Jahre 2012 malte.
- Original erhaltenes Atelier des Künstlers, in dem sich auch das 330 × 210 cm große Irene-Triptychon befindet, das Kloss zum Gedenken an den 800. Todestag von Königin Irene von Byzanz im Jahre 2008 malte.
- Die Heiligen Drei Könige, ein Ölgemälde gegenüber dem Eingang in einem tresorartigen Raum, das mit dem Schwäbisch Gmünder Epos entstand.
- Ein Raum voller Bilder mit achtzig Bildern, Drucken und Grafiken von Hans Kloss im Vorraum des Museums, der 2022 neu gestaltet wurde.[11]

Im April 2016 bemalte Kloss die Westfassade der neu erbauten Christi-Himmelfahrts-Kapelle in Herdtlinsweiler, einem Teilort von Weiler in den Bergen.

## Ehrungen
- Wilhelm-Busch-Medaille des Max und Moritz-Gesellschaft zur Förderung satirischer Kunst e. V. in Berlin (1985)[13]
- Ehrenmitgliedschaft im Gmünder Kunstverein (1995)[14]
- Premio Internazionale Federichino in Jesi (2004)[15]
- Silberne Ehrennadel für 24 Jahre Dienst als Lorcher Gemeinderat (2004)[16]
- Staufermedaille des Landes Baden-Württemberg (2005)
- Ehrenmitgliedschaft im Freundeskreis Kloster Lorch e.V. (2010)[17]
- Irenen-Preis des Freundeskreis Königin Irene Maria von Byzanz e. V. in Göppingen (2013)[18]
- Hans-Kloss-Saal im Bürgerhaus Schillerschule in Lorch (2020)[19]

## Galerie

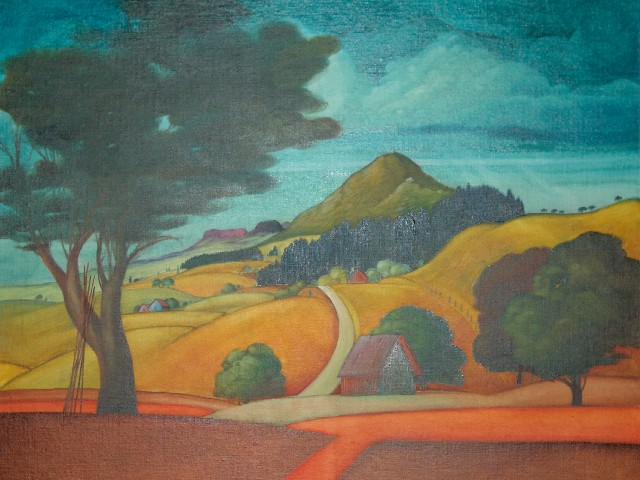
Hohenrechberg, 60 × 80, Öl, 2002
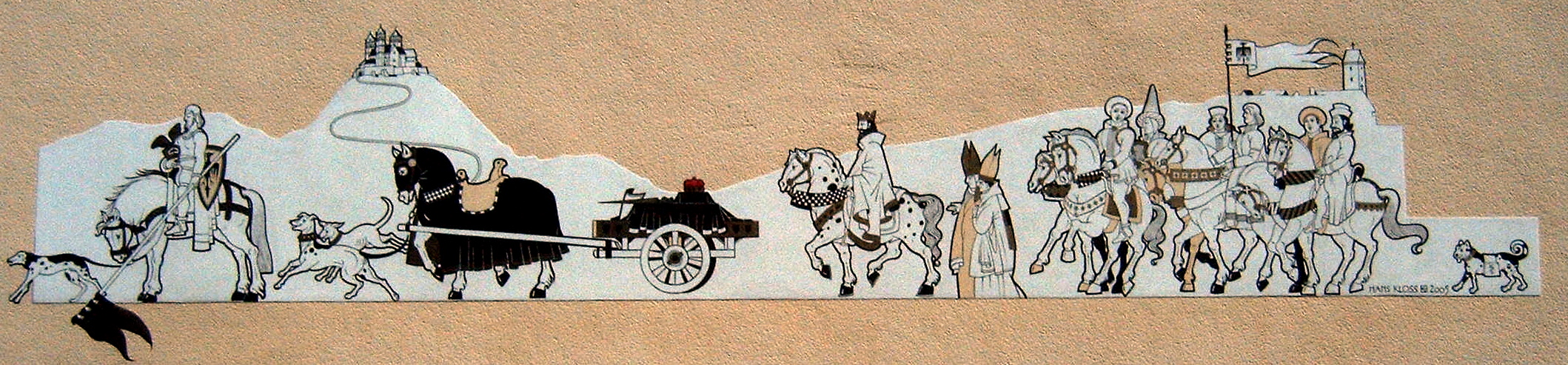
Umbettung von Herzog Friedrich I. (2005)
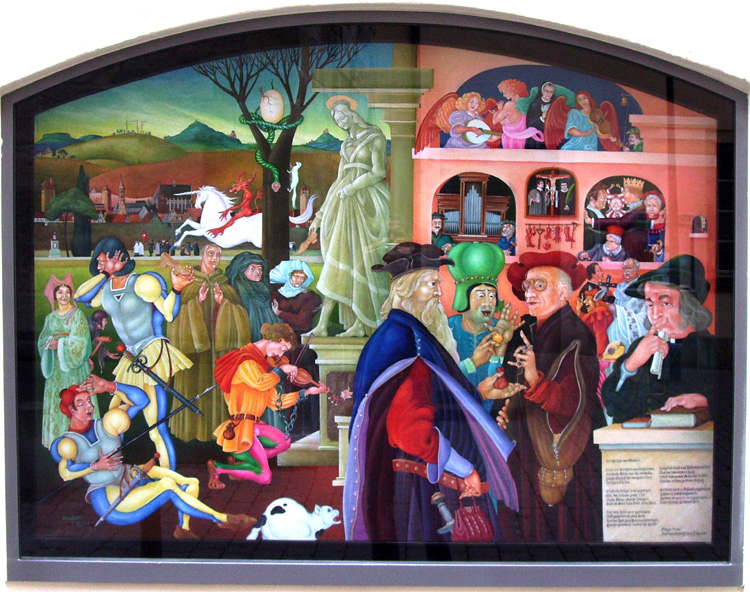
Der Geiger zu Gmünd (2006)
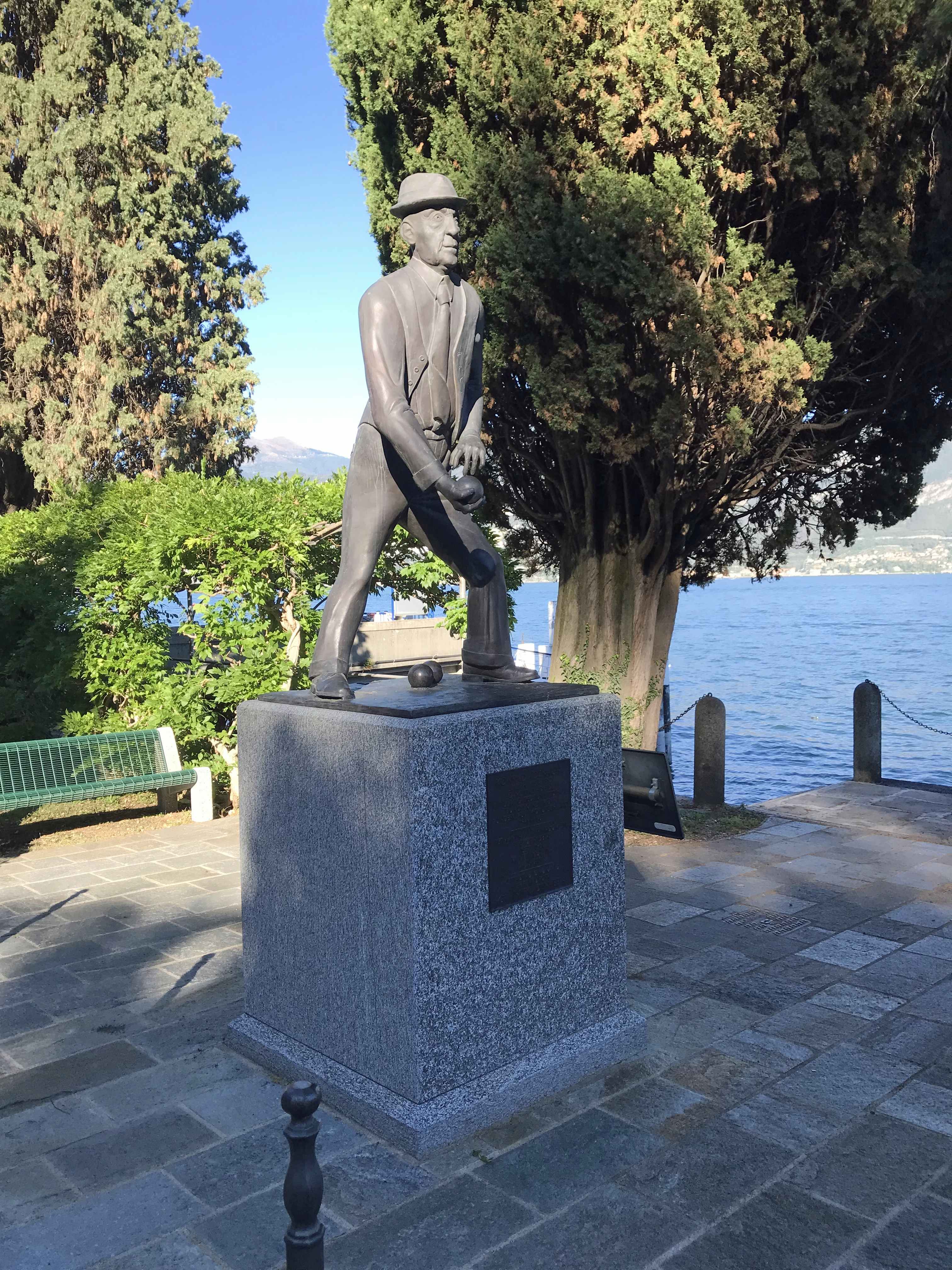
Konrad-Adenauer-Denkmal in Cadenabbia (2007)
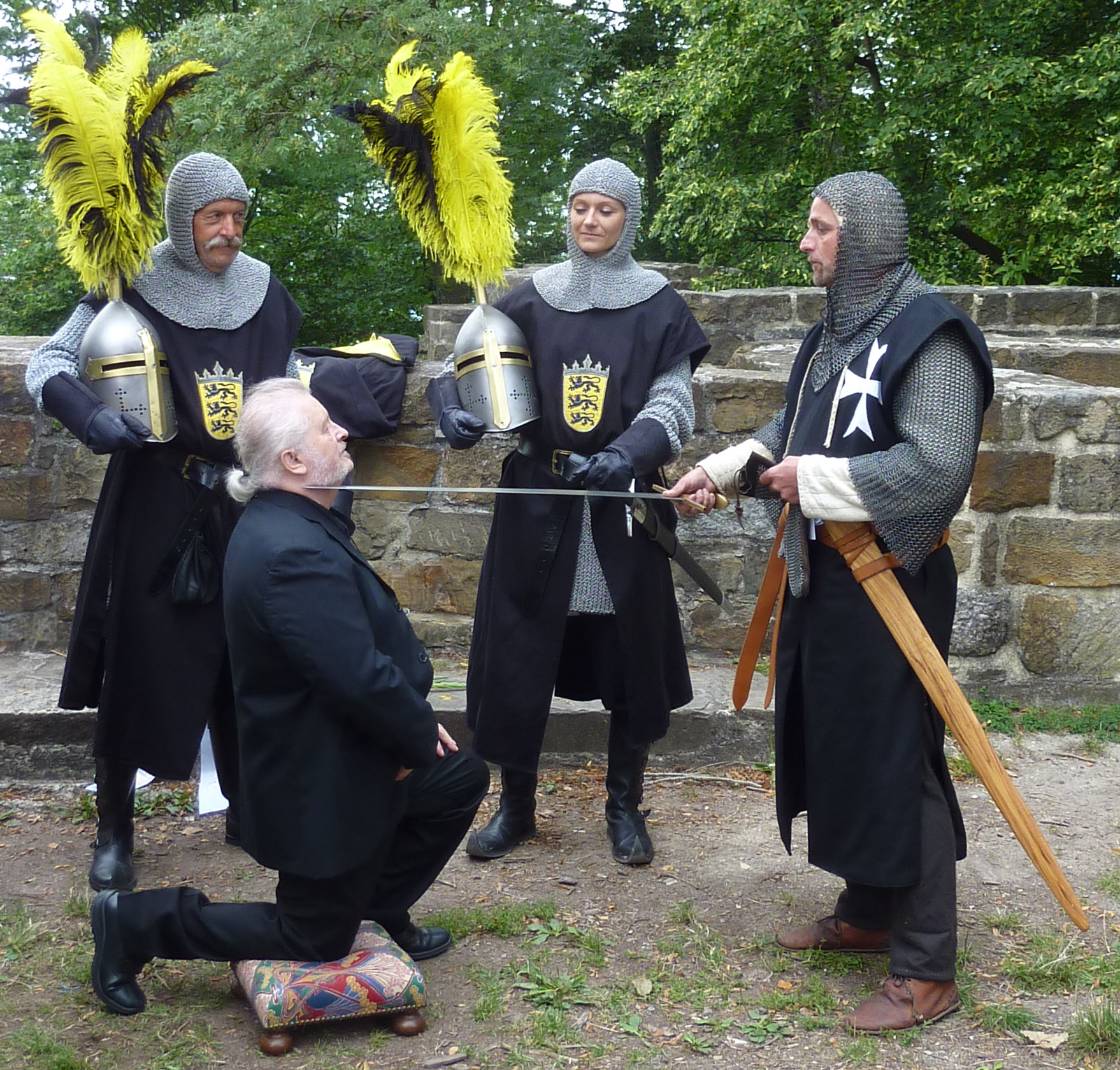
Verleihung der Irenenmedaille (2013)
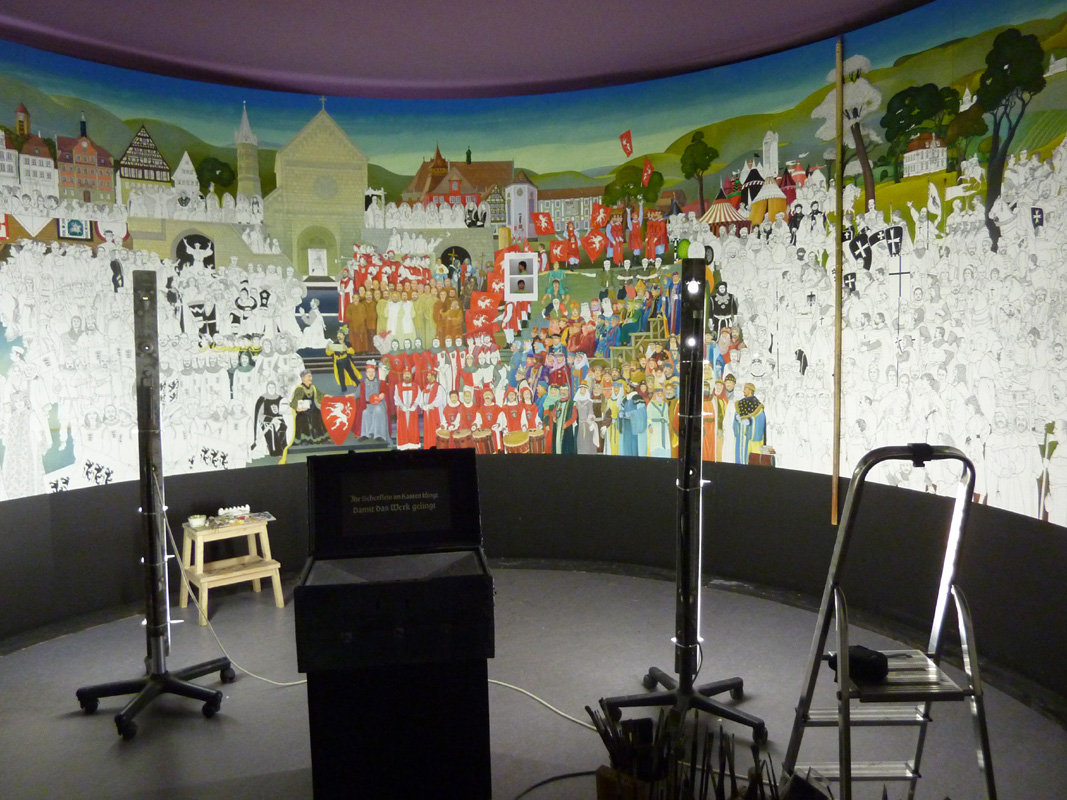
Blick ins Atelier, in dem das Staufersaga-Panorama entstand (2013)
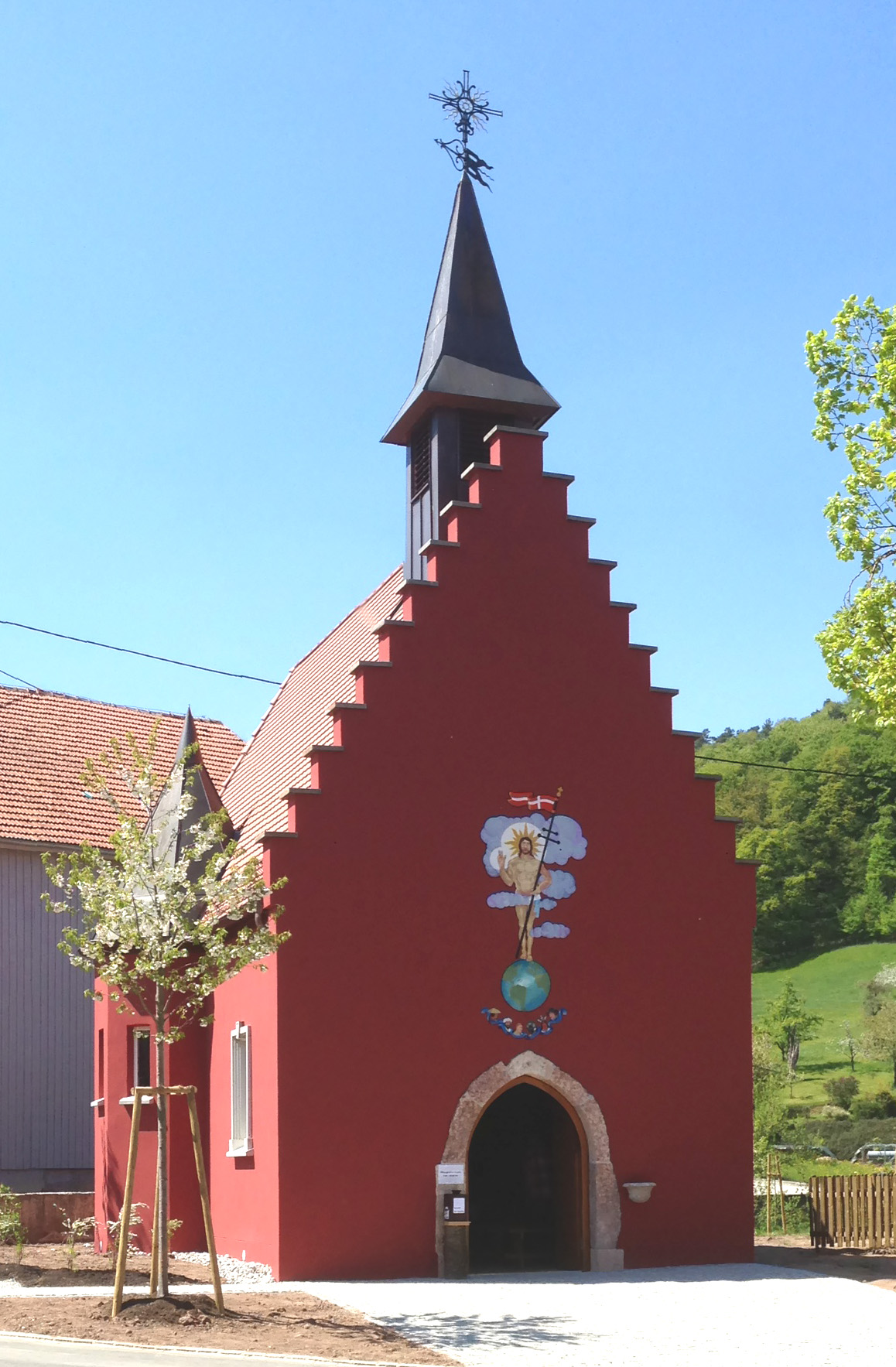
Christi-Himmelfahrts-Kapelle in Herdtlinsweiler
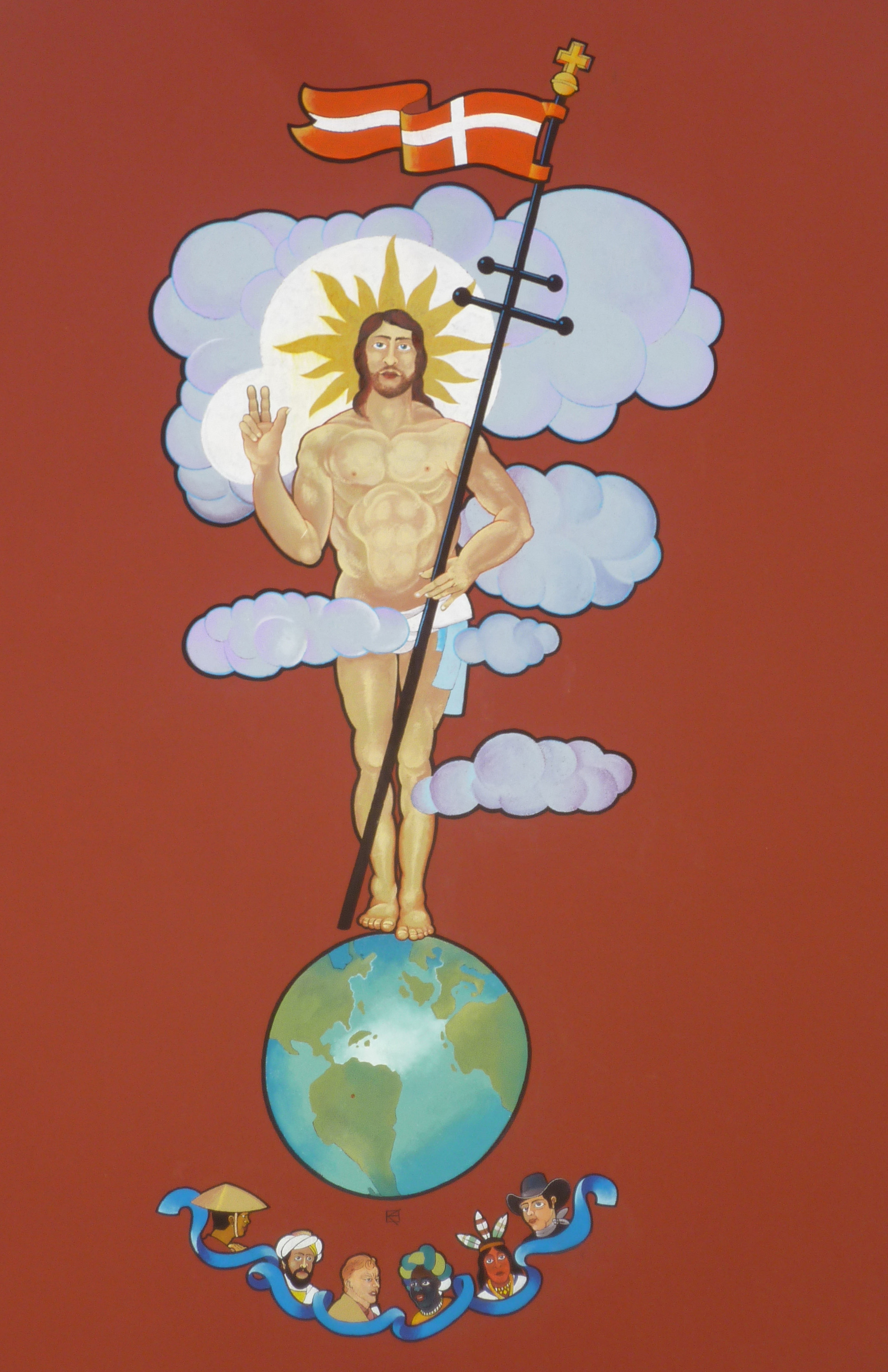
Wandgemälde von Hans Kloss an der Christi-Himmelfahrts-Kapelle in Herdtlinsweiler (2016)
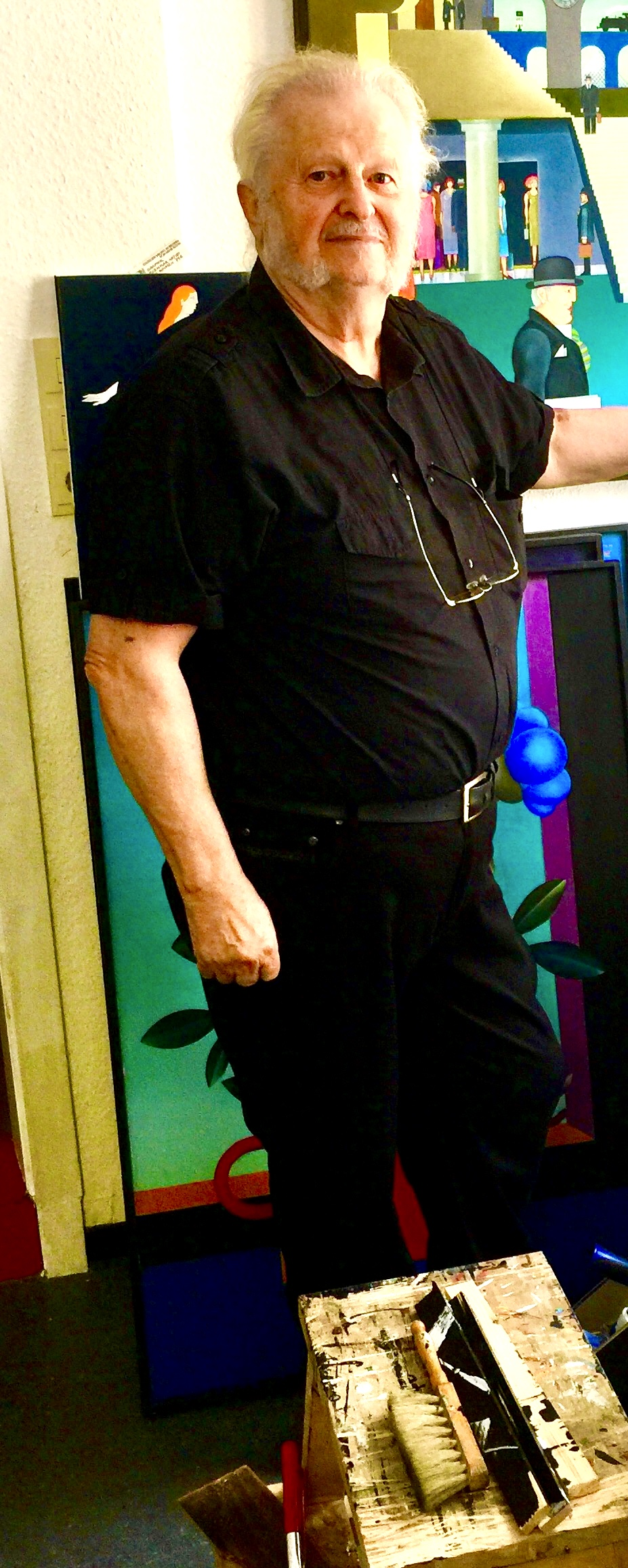
Hans Kloss in seinem Atelier im Panoramamuseum im Juli 2018
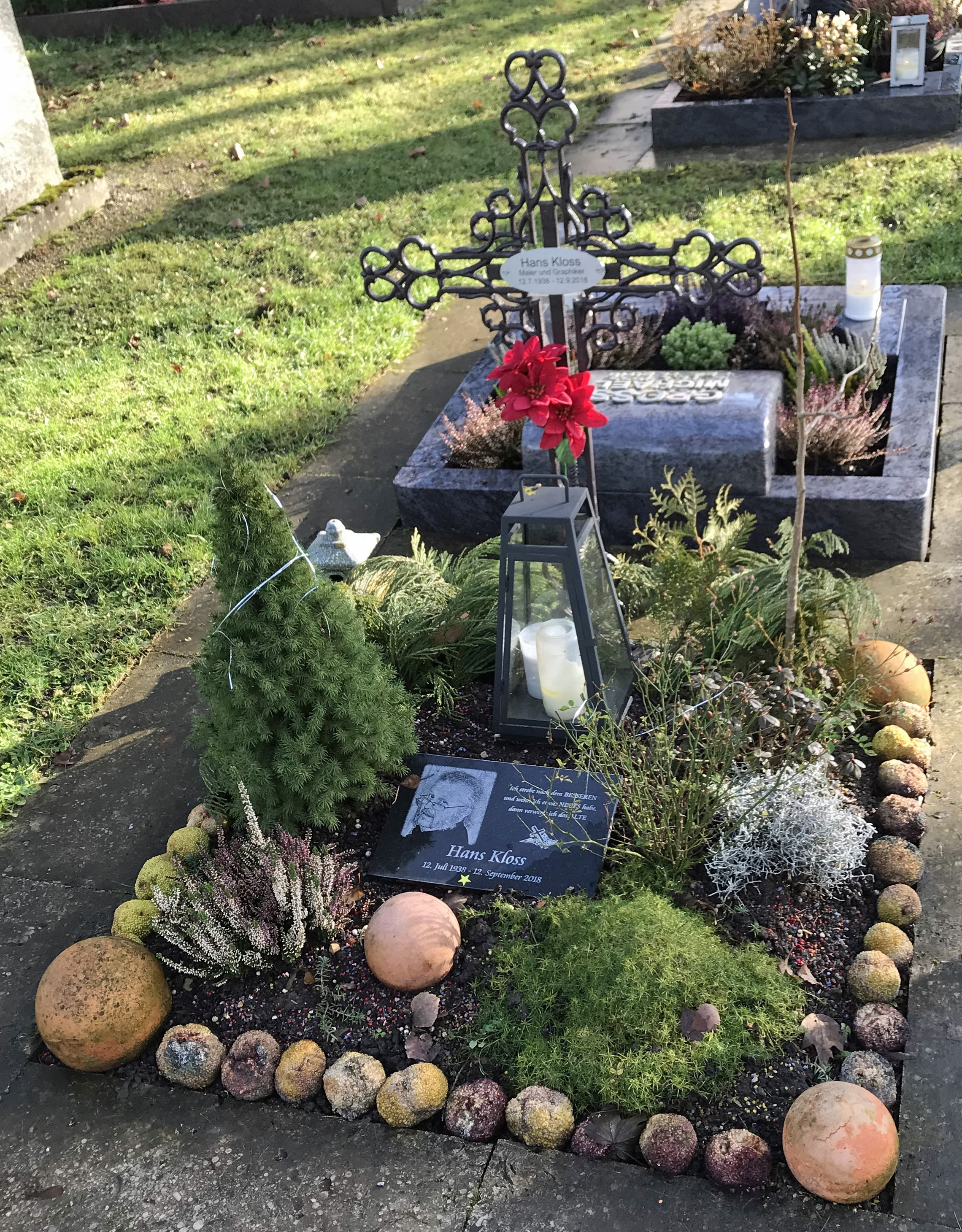
Grab von Hans Kloss auf dem Leonhardsfriedhof in Schwäbisch Gmünd